# Seznam hráčů NHL s 1000 a více body
Seznam hráčů NHL s 1000 a více body uvádí všechny hráče v historii NHL, kteří během své kariéry dosáhli nejméně 1000 kanadských bodů v základní části soutěže. Hráči jsou uvedeni v chronologickém přehledu podle data, kdy tuto hranici dosáhli. Prvním byl Gordie Howe v roce 1960, o necelých osm let později k němu přibyl Jean Béliveau, další hráči přibývali již v kratších intervalech. Za jednu sezóny jich bylo nejvíce v ročníku 1997/1998 - šest, předtím v sezóně 1990/1991 jich bylo pět, v sezóně 2010/2011 čtyři a v sezóně 2016/2017 tři. Jako zatím poslední se mezi ně zařadil Nathan MacKinnon v sezóně 2024/2025. Celkem této mety prozatím dosáhlo 100 hokejistů. Wayne Gretzky překonal jako jediný v kariéře dva tisíce bodů, proto jej tabulka uvádí dvakrát - samostatně za každou tisícovku. Ze všech hráčů také dokázal hranice tisíc bodů dosáhnout v nejmenším počtu utkání - poprvé ve 424, podruhé ve 433 zápasech. Za ním je Mario Lemieux, který to zvládl v 513 utkáních; 41 hráčů potřebovalo více než 1000 utkání. V sezóně 2023/2024 jich je 12 aktivních.
|     | Hráč               | Klub                  | Č. utkání  | Datum                                  | Utkání celkem | Góly celkem | Asistence celkem | Body celkem |
| --- | ------------------ | --------------------- | ---------- | -------------------------------------- | ------------- | ----------- | ---------------- | ----------- |
| 1   | Gordie Howe        | Detroit Red Wings     | 938        | 27. listopadu 1960                     | 1767          | 801         | 1049             | 1850        |
| 2   | Jean Béliveau      | Montreal Canadiens    | 911        | 3. března 1968                         | 1125          | 507         | 712              | 1219        |
| 3   | Alex Delvecchio    | Detroit Red Wings     | 1143       | 16. února 1969                         | 1549          | 456         | 825              | 1281        |
| 4   | Bobby Hull         | Chicago Black Hawks   | 909        | 1. prosince 1970                       | 1063          | 610         | 560              | 1170        |
| 5   | Norm Ullman        | Toronto Maple Leafs   | 1113       | 16. října 1971                         | 1410          | 490         | 739              | 1229        |
| 6   | Stan Mikita        | Chicago Black Hawks   | 924        | 15. října 1972                         | 1394          | 541         | 926              | 1467        |
| 7   | Johnny Bucyk       | Boston Bruins         | 1144       | 9. listopadu 1972                      | 1540          | 556         | 813              | 1369        |
| 8   | Frank Mahovlich    | Montreal Canadiens    | 1090       | 17. února 1973                         | 1181          | 533         | 570              | 1103        |
| 9   | Henri Richard      | Montreal Canadiens    | 1194       | 20. října 1973                         | 1256          | 358         | 688              | 1046        |
| 10  | Phil Esposito      | Boston Bruins         | 745        | 15. února 1974                         | 1282          | 717         | 873              | 1590        |
| 11  | Rod Gilbert        | New York Rangers      | 1027       | 19. února 1977                         | 1065          | 406         | 615              | 1021        |
| 12  | Jean Ratelle       | Boston Bruins         | 1007       | 3. dubna 1977                          | 1281          | 491         | 776              | 1267        |
| 13  | Marcel Dionne      | Los Angeles Kings     | 740        | 7. ledna 1981                          | 1348          | 731         | 1040             | 1771        |
| 14  | Guy Lafleur        | Montreal Canadiens    | 720        | 4. února 1981                          | 1126          | 560         | 793              | 1353        |
| 15  | Bobby Clarke       | Philadelphia Flyers   | 922        | 19. března 1981                        | 1144          | 358         | 852              | 1210        |
| 16  | Gilbert Perreault  | Buffalo Sabres        | 871        | 3. dubna 1982                          | 1191          | 512         | 814              | 1326        |
| 17  | Darryl Sittler     | Philadelphia Flyers   | 927        | 20. ledna 1983                         | 1096          | 484         | 637              | 1121        |
| 18  | Wayne Gretzky      | Edmonton Oilers       | 424        | 19. prosince 1984 (prvních tisíc bodů) | 1487          | 894         | 1963             | 2857        |
| 19  | Bryan Trottier     | New York Islanders    | 726        | 29. ledna 1985                         | 1279          | 524         | 901              | 1425        |
| 20  | Mike Bossy         | New York Islanders    | 656        | 24. ledna 1986                         | 752           | 573         | 553              | 1126        |
| 21  | Denis Potvin       | New York Islanders    | 987        | 4. dubna 1987                          | 1060          | 310         | 742              | 1052        |
| 22  | Bernie Federko     | St. Louis Blues       | 855        | 19. března 1988                        | 1000          | 369         | 761              | 1130        |
| 23  | Lanny McDonald     | Calgary Flames        | 1101       | 7. března 1989                         | 1111          | 500         | 506              | 1006        |
| 24  | Peter Šťastný      | Quebec Nordiques      | 682        | 19. října 1989                         | 977           | 450         | 789              | 1239        |
| 25  | Jari Kurri         | Edmonton Oilers       | 716        | 2. ledna 1990                          | 1251          | 601         | 797              | 1398        |
| 26  | Denis Savard       | Chicago Blackhawks    | 727        | 11. března 1990                        | 1196          | 473         | 865              | 1338        |
| x   | Wayne Gretzky      | Los Angeles Kings     | 433† (857) | 26. října 1990 (druhých 1000 bodů)     | 1487          | 894         | 1963             | 2857        |
| 27  | Paul Coffey        | Pittsburgh Penguins   | 770        | 22. října 1990                         | 1409          | 396         | 1135             | 1531        |
| 28  | Mark Messier       | Edmonton Oilers       | 822        | 13. ledna 1991                         | 1756          | 694         | 1193             | 1887        |
| 29  | Dave Taylor        | Los Angeles Kings     | 930        | 5. února 1991                          | 1111          | 431         | 638              | 1069        |
| 30  | Michel Goulet      | Chicago Blackhawks    | 878        | 23. února 1991                         | 1089          | 548         | 604              | 1152        |
| 31  | Dale Hawerchuk     | Buffalo Sabres        | 781        | 8. března 1991                         | 1188          | 518         | 891              | 1409        |
| 32  | Bobby Smith        | Minnesota North Stars | 986        | 30. ledna 1991                         | 1077          | 357         | 679              | 1036        |
| 33  | Mike Gartner       | New York Rangers      | 971        | 4. ledna 1992                          | 1432          | 708         | 627              | 1335        |
| 34  | Ray Bourque        | Boston Bruins         | 933        | 29. února 1992                         | 1612          | 410         | 1169             | 1579        |
| 35  | Mario Lemieux      | Pittsburgh Penguins   | 513        | 24. března 1992                        | 915           | 690         | 1033             | 1723        |
| 36  | Glenn Anderson     | Toronto Maple Leafs   | 954        | 22. února 1993                         | 1129          | 498         | 601              | 1099        |
| 37  | Steve Yzerman      | Detroit Red Wings     | 737        | 24. února 1993                         | 1514          | 692         | 1063             | 1755        |
| 38  | Ron Francis        | Pittsburgh Penguins   | 893        | 28. října 1993                         | 1731          | 549         | 1249             | 1798        |
| 39  | Bernie Nicholls    | New Jersey Devils     | 858        | 13. února 1994                         | 1127          | 475         | 734              | 1209        |
| 40  | Dino Ciccarelli    | Detroit Red Wings     | 957        | 9. března 1994                         | 1232          | 608         | 592              | 1200        |
| 41  | Brian Propp        | Hartford Whalers      | 1008       | 19. března 1994                        | 1016          | 425         | 579              | 1004        |
| 42  | Joe Mullen         | Pittsburgh Penguins   | 935        | 7. února 1995                          | 1062          | 502         | 561              | 1063        |
| 43  | Steve Larmer       | New York Rangers      | 983        | 8. března 1995                         | 1006          | 441         | 571              | 1012        |
| 44  | Doug Gilmour       | Toronto Maple Leafs   | 935        | 23. října 1995                         | 1474          | 450         | 964              | 1414        |
| 45  | Larry Murphy       | Toronto Maple Leafs   | 1228       | 27. března 1996                        | 1615          | 287         | 929              | 1216        |
| 46  | Dave Andreychuk    | New Jersey Devils     | 998        | 7. dubna 1996                          | 1639          | 640         | 698              | 1338        |
| 47  | Adam Oates         | Washington Capitals   | 830        | 8. října 1997                          | 1337          | 341         | 1079             | 1420        |
| 48  | Phil Housley       | Washington Capitals   | 1081       | 8. listopadu 1997                      | 1495          | 338         | 894              | 1232        |
| 49  | Dale Hunter        | Washington Capitals   | 1308       | 9. ledna 1998                          | 1407          | 323         | 697              | 1020        |
| 50  | Pat LaFontaine     | New York Rangers      | 847        | 22. ledna 1998                         | 865           | 468         | 545              | 1013        |
| 51  | Luc Robitaille     | Los Angeles Kings     | 882        | 29. ledna 1998                         | 1431          | 668         | 726              | 1394        |
| 52  | Al MacInnis        | St. Louis Blues       | 1056       | 7. dubna 1998                          | 1416          | 340         | 934              | 1274        |
| 53  | Brett Hull         | Dallas Stars          | 815        | 14. listopadu 1998                     | 1269          | 741         | 650              | 1391        |
| 54  | Brian Bellows      | Washington Capitals   | 1147       | 2. ledna 1999                          | 1188          | 485         | 537              | 1022        |
| 55  | Pierre Turgeon     | St. Louis Blues       | 881        | 9. října 1999                          | 1294          | 515         | 812              | 1327        |
| 56  | Joe Sakic          | Colorado Avalanche    | 810        | 27. října 1999                         | 1378          | 625         | 1016             | 1641        |
| 57  | Pat Verbeek        | Detroit Red Wings     | 1275       | 27. února 2000                         | 1424          | 522         | 541              | 1063        |
| 58  | Vincent Damphousse | San Jose Sharks       | 1090       | 14. října 2000                         | 1378          | 432         | 773              | 1205        |
|     |                    |                       |            |                                        |               |             |                  |             |
| 59  | Jaromír Jágr       | Pittsburgh Penguins   | 763        | 30. prosince 2000                      | 1733          | 766         | 1155             | 1921        |
| 60  | Mark Recchi        | Philadelphia Flyers   | 920        | 13. března 2001                        | 1652          | 577         | 956              | 1533        |
| 61  | Theoren Fleury     | New York Rangers      | 960        | 29. října 2001                         | 1084          | 455         | 633              | 1088        |
| 62  | Brendan Shanahan   | Detroit Red Wings     | 1073       | 12. ledna 2002                         | 1524          | 656         | 698              | 1354        |
| 63  | Jeremy Roenick     | Philadelphia Flyers   | 961        | 30. ledna 2002                         | 1363          | 513         | 703              | 1216        |
| 64  | Mike Modano        | Dallas Stars          | 965        | 15. listopadu 2002                     | 1499          | 561         | 813              | 1374        |
| 65  | Joe Nieuwendyk     | New Jersey Devils     | 1094       | 23. března 2003                        | 1257          | 564         | 562              | 1126        |
| 66  | Mats Sundin        | Toronto Maple Leafs   | 994        | 10. března 2003                        | 1364          | 564         | 785              | 1349        |
| 67  | Sergej Fjodorov    | Anaheim Ducks         | 965        | 14. února 2004                         | 1248          | 483         | 696              | 1179        |
| 68  | Alexandr Mogilnyj  | Toronto Maple Leafs   | 946        | 15. března 2004                        | 990           | 473         | 559              | 1032        |
| 69  | Brian Leetch       | Boston Bruins         | 1151       | 18. října 2005                         | 1205          | 247         | 781              | 1028        |
| 70  | Teemu Selänne      | Anaheim Ducks         | 928        | 30. ledna 2006                         | 1451          | 684         | 773              | 1457        |
| 71  | Rod Brind'Amour    | Carolina Hurricanes   | 1202       | 4. listopadu 2006                      | 1484          | 452         | 732              | 1184        |
| 72  | Keith Tkachuk      | St. Louis Blues       | 1077       | 30. listopadu 2008                     | 1201          | 538         | 527              | 1065        |
| 73  | Doug Weight        | New York Islanders    | 1168       | 2. ledna 2009                          | 1238          | 278         | 755              | 1033        |
| 74  | Nicklas Lidström   | Detroit Red Wings     | 1336       | 15. října 2009                         | 1564          | 264         | 878              | 1142        |
| 75  | Daniel Alfredsson  | Ottawa Senators       | 1009       | 22. října 2010                         | 1246          | 444         | 713              | 1157        |
| 76  | Alexej Kovaljov    | Ottawa Senators       | 1249       | 22. listopadu 2010                     | 1316          | 430         | 599              | 1029        |
| 77  | Jarome Iginla      | Calgary Flames        | 1103       | 1. dubna 2011                          | 1554          | 625         | 675              | 1300        |
| 78  | Joe Thornton       | San Jose Sharks       | 994        | 8. dubna 2011                          | 1714          | 430         | 1109             | 1539        |
| 79  | Ray Whitney        | Phoenix Coyotes       | 1226       | 31. března 2012                        | 1330          | 385         | 679              | 1064        |
| 80  | Marián Hossa       | Chicago Blackhawks    | 1100       | 30. října 2014                         | 1309          | 525         | 609              | 1134        |
| 81  | Martin St. Louis   | New York Rangers      | 1082       | 28. listopadu 2014                     | 1134          | 391         | 642              | 1033        |
| 82  | Patrik Eliáš       | New Jersey Devils     | 1187       | 6. ledna 2015                          | 1240          | 408         | 617              | 1025        |
| 83  | Patrick Marleau    | Toronto Maple Leafs   | 1349       | 21. listopadu 2015                     | 1779          | 566         | 631              | 1197        |
| 84  | Alexandr Ovečkin   | Washington Capitals   | 880        | 11. ledna 2017                         | 1491          | 897         | 726              | 1623        |
| 85  | Henrik Sedin       | Vancouver Canucks     | 1213       | 20. ledna 2017                         | 1330          | 240         | 830              | 1070        |
| 86  | Sidney Crosby      | Pittsburgh Penguins   | 757        | 16. února 2017                         | 1352          | 625         | 1062             | 1687        |
| 87  | Daniel Sedin       | Vancouver Canucks     | 1251       | 16. února 2017                         | 1306          | 393         | 648              | 1041        |
| 88  | Jevgenij Malkin    | Pittsburgh Penguins   | 848        | 12. března 2019                        | 1145          | 498         | 798              | 1296        |
| 89  | Eric Staal         | Minnesota Wild        | 1208       | 15. prosince 2019                      | 1365          | 455         | 608              | 1063        |
| 90  | Patrick Kane       | Chicago Blackhawks    | 953        | 19. ledna 2020                         | 1230          | 471         | 813              | 1268        |
| 91  | Anže Kopitar       | Los Angeles Kings     | 1124       | 5. května 2021                         | 1373          | 419         | 792              | 1284        |
| 92  | Ryan Getzlaf       | Anaheim Ducks         | 1118       | 16. listopadu 2021                     | 1157          | 282         | 737              | 1019        |
| 93  | Nicklas Bäckström  | Washington Capitals   | 1043       | 23. března 2022                        | 1105          | 271         | 762              | 1033        |
| 94  | Steven Stamkos     | Tampa Bay Lightning   | 944        | 1. prosince 2022                       | 1082          | 555         | 582              | 1137        |
| 95  | Patrice Bergeron   | Boston Bruins         | 1235       | 21. listopadu 2022                     | 1294          | 427         | 613              | 1040        |
| 96  | Claude Giroux      | Ottawa Senators       | 1099       | 10. dubna 2023                         | 1182          | 350         | 716              | 1066        |
| 97  | Joe Pavelski       | Dallas Stars          | 1248       | 10. dubna 2023                         | 1332          | 476         | 592              | 1068        |
| 98  | John Tavares       | Toronto Maple Leafs   | 1053       | 11. prosince 2023                      | 1184          | 494         | 620              | 1114        |
| 99  | Connor McDavid     | Edmonton Oilers       | 659        | 14. listopadu 2024                     | 712           | 361         | 721              | 1082        |
| 100 | Nathan MacKinnon   | Colorado Avalanche    | 856        | 10. března 2025                        | 870           | 367         | 648              | 1015        |

## Aktivní hráči, kteří mají 900 a více bodů
| Hřáč            | Klub                | Utkání celkem | Gólů celkem | Asistencí celkem | Bodů celkem |
| --------------- | ------------------- | ------------- | ----------- | ---------------- | ----------- |
| Brad Marchand   | Florida Panthers    | 1100          | 424         | 556              | 980         |
| Nikita Kucherov | Tampa Bay Lightning | 803           | 357         | 637              | 994         |
| Leon Draisaitl  | Edmonton Oilers     | 790           | 399         | 557              | 956         |

## Hráči, kteří ukončili kariéru a měli 900 a více bodů
| Hráč               | klub                  | Poslední sezóna | Síň slávy | Utkání celkem | Gólů celkem | Asistencí celkem | Bodů celkem |
| ------------------ | --------------------- | --------------- | --------- | ------------- | ----------- | ---------------- | ----------- |
| Jason Spezza       | Toronto Maple Leafs   | 2021/2022       | —         | 1248          | 363         | 632              | 995         |
| Phil Kessel        | Vegas Golden Knights  | 2022/2023       | —         | 1286          | 413         | 579              | 992         |
| Paul Kariya        | Anaheim Ducks         | 2009/2010       | 2017      | 989           | 402         | 587              | 989         |
| Rick Middleton     | Boston Bruins         | 1987/1988       | —         | 1005          | 448         | 540              | 988         |
| Dave Keon          | Toronto Maple Leafs   | 1981/1982       | 1986      | 1296          | 396         | 590              | 986         |
| Andy Bathgate      | New York Rangers      | 1970/1971       | 1978      | 1069          | 349         | 624              | 973         |
| Shane Doan         | Arizona Coyotes       | 2016/2017       | —         | 1540          | 402         | 570              | 972         |
| Maurice Richard    | Montreal Canadiens    | 1959/1960       | 1961      | 978           | 544         | 421              | 965         |
| Henrik Zetterberg  | Detroit Red Wings     | 2017/2018       | —         | 1082          | 337         | 623              | 960         |
| Kirk Muller        | New Jersey Devils     | 2002/2003       | —         | 1349          | 357         | 602              | 959         |
| Larry Robinson (D) | Montreal Canadiens    | 1991/1992       | 1995      | 1384          | 208         | 750              | 958         |
| Rick Tocchet       | Philadelphia Flyers   | 2001/2002       | —         | 1144          | 440         | 512              | 952         |
| Vincent Lecavalier | Tampa Bay Lightning   | 2015/2016       | —         | 1212          | 421         | 528              | 949         |
| Chris Chelios (D)  | Chicago Blackhawks    | 2009/2010       | 2013      | 1651          | 185         | 763              | 948         |
| Blake Wheeler      | New York Rangers      | 2023/2024       | —         | 1172          | 321         | 622              | 943         |
| Jason Arnott       | New Jersey Devils     | 2011/2012       | —         | 1244          | 417         | 521              | 938         |
| Steve Thomas       | Toronto Maple Leafs   | 2003/2004       | —         | 1235          | 421         | 512              | 933         |
| Brad Richards      | Tampa Bay Lightning   | 2015/2016       | —         | 1126          | 298         | 634              | 932         |
| Neal Broten        | Minnesota North Stars | 1996/1997       | —         | 1099          | 289         | 634              | 923         |
| Pavel Dacjuk       | Detroit Red Wings     | 2015/2016       | —         | 953           | 314         | 604              | 918         |
| Bobby Orr (D)      | Boston Bruins         | 1978/1979       | 1979      | 657           | 270         | 645              | 915         |
| Gary Roberts       | Calgary Flames        | 2008/2009       | —         | 1224          | 438         | 472              | 910         |
| Scott Stevens (D)  | New Jersey Devils     | 2003/2004       | 2007      | 1635          | 196         | 712              | 908         |
| Tony Amonte        | Chicago Blackhawks    | 2006/2007       | —         | 1174          | 416         | 484              | 900         |

## Nejproduktivnější čeští hráči NHL
| Pořadí | Hráč                    | Utkání celkem | Gólů celkem | Asistencí celkem | Bodů celkem |
| ------ | ----------------------- | ------------- | ----------- | ---------------- | ----------- |
| 1      | Jaromír Jágr            | 1733          | 766         | 1155             | 1921        |
| 2      | Patrik Eliáš            | 1240          | 408         | 617              | 1025        |
| 3      | David Pastrňák          | 756           | 391         | 442              | 883         |
| 4      | Jakub Voráček           | 1058          | 223         | 583              | 806         |
| 5      | Milan Hejduk            | 1020          | 375         | 430              | 805         |
| 6      | David Krejčí            | 1032          | 231         | 555              | 786         |
| 7      | Václav Prospal          | 1108          | 255         | 510              | 765         |
| 8      | Bobby Holík             | 1314          | 326         | 421              | 747         |
| 9      | Petr Sýkora             | 1017          | 323         | 398              | 721         |
| 10     | Petr Nedvěd             | 982           | 310         | 407              | 717         |
| 11     | Martin Straka           | 954           | 257         | 460              | 717         |
| 12     | Robert Lang             | 989           | 261         | 442              | 703         |
| 13     | Roman Hamrlík (obránce) | 1395          | 155         | 483              | 638         |
| 14     | Robert Reichel          | 830           | 252         | 378              | 630         |
| 15     | Radim Vrbata            | 1057          | 284         | 339              | 623         |
| 16     | Martin Ručinský         | 961           | 241         | 371              | 612         |
| 17     | Tomáš Plekanec          | 1001          | 233         | 375              | 608         |
| 18     | Michal Pivoňka          | 825           | 181         | 418              | 599         |
| 19     | Martin Havlát           | 790           | 242         | 363              | 594         |
| 20     | Radek Dvořák            | 1260          | 227         | 363              | 590         |

Vysvětlivky 

Klub - tým, ve kterém hráč tisícibodovou hranici dosáhl 

Č. utkání - pořadové číslo utkání (v kariéře), ve kterém hráč tisícibodovou hranici dosáhl 

Datum - den, kdy hráč zaznamenal tisící bod kariéry 

Utkání celkem - počet utkání v celé kariéře hráče 

Góly celkem - počet gólů vstřelených za celou kariéru 

Asistence celkem - počet asistencí za celou kariéru 

Body celkem - počet kanadských bodů za celou kariéru

|  |  |  |  | Hráči stále aktivní v NHL | Hráči stále aktivní v NHL | Hráči stále aktivní v NHL | Hráči stále aktivní v NHL | Hráči stále aktivní v NHL |  | Hráči aktivní v jiných soutěžích | Hráči aktivní v jiných soutěžích | Hráči aktivní v jiných soutěžích | Hráči aktivní v jiných soutěžích | Hráči aktivní v jiných soutěžích |
|  |  |  |  | ------------------------- | ------------------------- | ------------------------- | ------------------------- | ------------------------- |  | -------------------------------- | -------------------------------- | -------------------------------- | -------------------------------- | -------------------------------- |

(stav 12. ledna 2025)